# 모리스 이마

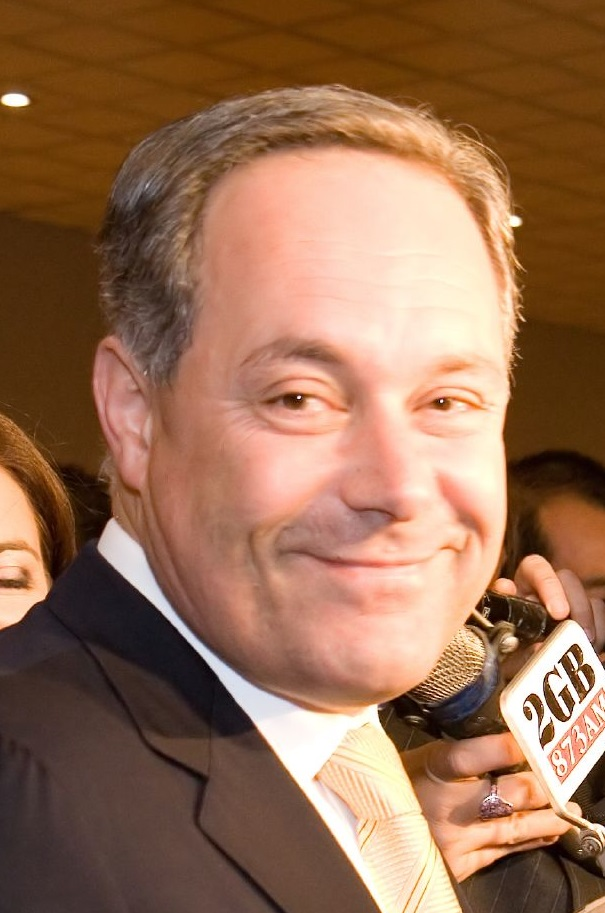
모리스 이마

모리스 이마(Morris Iemma, 1961년 7월 21일-)는 오스트레일리아의 정치인이자 제40대 뉴사우스웨일스주(약칭 NSW주)지사이다. 그의 이름은 '예마'로도 발음가능하다.

## 성장 과정
이탈리아 공산당 망명자의 자손(이탈리아계 호주인)으로, 그의 출생지 시드니에서 자랐다. 이미 청년시절에 사회문제에 관심을 가져, 16세였던 1977년에 오스트레일리아 노동당에서 청년당원으로 활동을 시작했다. 시드니 대학교에서 경제학사, 시드니 공과대학에서 법학사를 취득하였으며, 지역당에서도 적극적인 참여를 통해, 현재 대한민국 열린우리당과 비슷한 노선(경제 자유 확대와 사회 복지를 동시에 추구)을 취하는 '노동권익'(Labor-Right)파의 수장으로 활약하고 있다.

## 본격적 정치활동
1991년 '귀기울이는 지역주민'이라는 선거캠페인과 함께 주의회 지역구 의원에 당선되면서 본격적인 정치활동을 시작했다. 성실한 의정활동으로 타의 추종을 불허했으며, 주 공공서비스장관, 문화체육부장관, 보건복지부장관 등을 역임하면서 정치수업을 착실히 해나갔다.

## NSW 주지사
10년동안 주지사를 역임했던 밥 카(Bob Carr)의 갑작스런 은퇴 직후인 2005년 8월 3일부터 주지사직을 승계하였다. 18개월의 짧은 첫 임기 동안 그의 행정부는 만성적인 시드니 근교 교통문제의 해결, 인구증가에 따른 물(수자원)공급의 어려움, 건강보험 운영 문제 등 각종 복지문제의 해결에 나름대로 노력하였다. 2006년에 벌어진 인종갈등 사태에서는 중재역할도 했다.
2007년 3월 주지사 선거전에서 '우린 해야할 일이 많습니다만, 바른 방향으로 가고 있습니다'라는 제목 아래 선거캠페인을 진행했으며, 'NSW주를 고칩시다'는 보수연립진영에 비해 비교적 월등한 총리후보자의 인품과 자질, 그리고 우수한 정책수행능력을 바탕으로 승리한 선거에서 과반수 이상의 의석을 획득하여, 재선에 성공하였다. 10년이상의 긴 노동당 주정부에 염증을 느낀 일부 지역(3석)에서는 의석을 잃었으나 나름대로 선방(노동 52, 보수연립 35, 무소속 6)하였다.

## 기타
가족으로 1997년에 결혼한 배우자와 함께 4명의 자녀와 살고 있다.